# Cajus Licinus Calvus
Cajus Licinus Calvus född omkring 82 f. Kr., död omkring 47 f. Kr. var en romersk poet och vältalare.
Cajus Licinus Calvus sattes av många samtida framför Cicero. Calvus representerade en motsatt stilart, atticismen. Han var en av Catullus närmaste vänner. Cajus Licinus Calvus mest kända dikt var Io, skriven, i alexandrinsk stil.